# Heinz-Dieter Horch
Heinz-Dieter Horch (* 1947 in Düsseldorf) ist ein deutscher Sportökonom und Hochschullehrer.

## Leben
Horch machte nach der Mittleren Reife, die er 1964 in Düsseldorf ablegte, eine Lehre als Chemielaborant. Anschließend holte er sein Abitur nach, welches er 1970 ebenfalls in seiner Geburtsstadt bestand. Anschließend studierte er bis 1977 an der Universität zu Köln Volkswirtschaft, Statistik und Soziologie.
Von 1977 bis 1982 war er als wissenschaftlicher Mitarbeiter an der Universität Trier beschäftigt und schloss dort 1981 seine Doktorarbeit ab (Titel: „Strukturbesonderheiten freiwilliger Vereinigungen“). Diese Arbeit wurde von Stefan Kühl 2015 in die Zusammenstellung der Schlüsselwerke der Organisationsforschung aufgenommen. Ab 1982 war er an der Universität Hamburg tätig, zunächst als wissenschaftlicher Assistent, von 1983 bis 1990 dann als Hochschulassistent. In den Jahren 1990 und 1991 war er Vertretungsprofessor für Organisations- und Wirtschaftssoziologie an der Universität Trier, 1991 wurde an der Uni Hamburg seine Habilitation angenommen (Titel: „Geld, Macht und Engagement in freiwilligen Vereinigungen: Grundlagen einer Wirtschaftssoziologie von Non-Profit-Organisationen“).
In den Jahren 1991 und 1992 bestritt er als Postdoktorandenstipendiat der Deutschen Forschungsgemeinschaft einen Forschungsaufenthalt an der University of Minnesota in den Vereinigten Staaten, von 1992 bis 1995 hatte Horch eine Vertretungsprofessur für Sportökonomie an der Deutschen Sporthochschule Köln (DSHS) inne und anschließend ab 1995 eine ordentliche Professorenstelle. Damit wurde er erster berufener Professor für Sportökonomie in Deutschland. Horch war Prodekan und von 1997 bis 2011 Mitglied des Senats. Des Weiteren gehörte er zwischen 1996 und 2005 dem Fachbereichsrat an. Bis 1999 saß Horch im wissenschaftlichen Beirat des Deutschen Sportbundes, 1997 und 1998 war er Herausgeber der Europäischen Zeitschrift für Sportmanagement und gehörte von 1994 bis 1998 dem Herausgebergremium der ebenfalls englischsprachigen Zeitschrift für Sportmanagement an. 2011 ging Horch in den Ruhestand und war anschließend als Vortragsredner, Sachverständiger und Berater tätig. Nach seiner Emeritierung fasste er des Weiteren seine Erkenntnisse im Bereich Sportbetriebslehre zu einem Lehrbuch zusammen. Im April 2019 wurde Horch zum Ehrenpräsidenten des Arbeitskreises Sportökonomie ernannt, dessen stellvertretender Vorsitzender er ab der Gründung der Vereinigung im Jahr 1997 bis 2011 war.
Schwerpunkt der wissenschaftlichen Arbeiten von Horch sind Besonderheiten von freiwilligen Vereinigungen und Sport-Betrieben. Zentral dafür stehen seine Veröffentlichungen „Strukturbesonderheiten freiwilliger Vereinigungen“, „Geld, Macht und Engagement in freiwilligen Vereinigungen: Grundlagen einer Wirtschaftssoziologie von Non-Profit-Organisationen“ sowie „Besonderheiten einer Sportbetriebslehre“.